# カダベリン
カダベリン（英: cadaverine）は化学式 H2N(CH2)5NH2 で表される構造を持つジアミンである。アミノ酸・リシンが脱炭酸することによって生成する。
名称は「死体のような」を意味する英語形容詞 "cadaverous" に由来する。

## 概要
動物の体組織が腐敗する際にタンパク質の加水分解によって生成し、腐敗臭の元となる化合物であるが、腐敗の過程そのものには関与しない。生体内でも少量作り出されている。精液の特有のにおいの原因の1つでもある。